# Bishopville
Bishopville és una població dels Estats Units a l'estat de Carolina del Sud. Segons el cens del 2000 tenia 3.670 habitants.

## Demografia
Segons el cens del 2000, Bishopville tenia 3.670 habitants, 1.438 habitatges i 907 famílies. La densitat de població era de 600,4 habitants/km².
Dels 1.438 habitatges en un 31,6% hi vivien nens de menys de 18 anys, en un 29,8% hi vivien parelles casades, en un 29,6% dones solteres, i en un 36,9% no eren unitats familiars. En el 34,2% dels habitatges hi vivien persones soles el 16,1% de les quals corresponia a persones de 65 anys o més que vivien soles. El nombre mitjà de persones vivint en cada habitatge era de 2,43 i el nombre mitjà de persones que vivien en cada família era de 3,12.
Per edats la població es repartia de la següent manera: un 27,2% tenia menys de 18 anys, un 9,3% entre 18 i 24, un 24,1% entre 25 i 44, un 19,9% de 45 a 60 i un 19,6% 65 anys o més.
L'edat mediana era de 38 anys. Per cada 100 dones de 18 o més anys hi havia 69 homes.
La renda mediana per habitatge era de 24.400 $ i la renda mediana per família de 37.660 $. Els homes tenien una renda mediana de 31.005 $ mentre que les dones 18.635 $. La renda per capita de la població era de 16.140 $. Entorn del 23,7% de les famílies i el 28,8% de la població estaven per davall del llindar de pobresa.

## Poblacions més properes
El següent diagrama mostra les poblacions més properes.